# Absolute Duo
Absolute Duo (アブソリュート・デュオ?, Abusoryūto Duo, lett. "Duo assoluto") è una serie di light novel scritta da Takumi Hiiragiboshi e illustrata da Yū Asaba, edita da Media Factory, sotto l'etichetta MF Bunko J, dal 24 agosto 2012 al 25 luglio 2016. Un adattamento manga è stato serializzato su Monthly Comic Alive dal 27 aprile 2013 e al 27 luglio 2017, mentre un manga spin-off è stato pubblicato sempre sulla stessa rivista dal 27 ottobre al 27 dicembre 2014. Un adattamento anime, prodotto da 8-Bit, è stato trasmesso in Giappone tra il 4 gennaio e il 22 marzo 2015.

## Trama
Dopo aver perso sua sorella minore in un incidente, Toru Kokonoe decide di voler diventare più forte e per questo motivo si iscrive all'accademia Kōryō (昊陵学園?, Kōryō gakuen), una scuola speciale dove gli studenti manifestano le proprie anime sotto forma di armi chiamate Blaze. Anche Toru è in grado di generare la sua Blaze, ma per qualche ragione essa prende forma di uno scudo e non di un'arma.

## Personaggi

### Personaggi principali

I protagonisti nella serie anime. Toru e Julie

Toru Kokonoe (九重 透流?, Kokonoe Tōru)
Doppiato da: Yoshitsugu Matsuoka
Il protagonista maschile della serie. La ragione per cui si è iscritto all'accademia Kōryō è la morte di sua sorella minore, una tragedia che gli ha fatto provare un forte desiderio di vendetta e di voler diventare più forte. È classificato come un'anomalia in quanto la sua Blaze non assume la forma di un'arma offensiva, bensì di uno scudo. Nonostante ciò, Toru ha imparato comunque ad usarla per sferrare un potente pugno. Poiché il suo nome viene pronunciato alla stessa maniera di Thor, Julie a volte lo chiama così e ha chiamato il suo pugno "Myonnir" come il martello del dio. Toru forma un duo con la ragazza e, anche se spesso si trova in imbarazzo poiché condividono la camera e devono fare ogni attività insieme, si trova molto bene con la partner di cui poi si innamora e si preoccupa molto per la sua ingenuità.
Julie Sigtuna (ユリエ・シグトゥーナ?, Yurie Shigutūna)
Doppiata da: Nozomi Yamamoto
La protagonista femminile della serie, ossia una bellissima ragazza dai capelli argentati e dagli occhi rossi molto ammirata dagli studenti per il suo aspetto che ricorda una bambolina, si incuriosisce molto sul potere di Toru e diventa il suo Duo. Viene da Gimle una città del nord Europa e per questo non sa molto bene il giapponese e utilizza alcune parole della sua lingua. Adora il the alla mela che beve sempre con Toru. Formando un duo con lui i due condividono la stanza e fanno ogni attività insieme. Si innamora di Toru e diventa molto gelosa del ragazzo. Non sa nuotare. Non mostra mai le sue emozioni e sebbene sia molto forte in battaglia e si dimostri brava in ogni cosa che prova si comporta in maniera infantile e sembra spesso che stia ancora scoprendo il mondo. La sua blaze sono due pugnali identici.
Tomoe Tachibana (橘 巴?, Tachibana Tomoe)
Doppiata da: Ayaka Suwa
Una delle protagoniste femminili della serie. È una compagna di classe di Toru e Julie che più tardi forma un Duo con Miyabi a cui si affeziona moltissimo. È forte e determinata e sebbene sia molto amica di Toru spesso lo reputa un depravato e un pervertito perché fraintende le situazioni tra lui e Julie. Ha frequentato delle scuole medie incentrate sulle arti marziali e ciò la resa molto forte fisicamente e parecchio agile. La sua Blaze è una catena.
Miyabi Hotaka (穂高 みやび?, Hotaka Miyabi)
Doppiata da: Ayaka Imamura
Una delle protagoniste femminili della serie, nonché un'altra compagna di classe di Toru. È una ragazza molto timida e inesperta se si parla di ragazzi che più tardi forma un Duo con Tomoe. Spesso si sente inutile e si reputa solo un peso perché non eccelle né nello studio né nello sport e non è bravissima nel combattimento. Si innamora di Toru che è sempre molto gentile con lei; si dichiara al ragazzo ma viene da lui rifiutata poiché è innamorato di Julie. Inizialmente ci rimarrà molto male ma alla fine capirà che il ragazzo la considera comunque un'amica. Ha un seno molto sviluppato che spesso la mette in imbarazzo. La sua Blaze è un'enorme lancia pesante.
Lilith Bristol (リーリス・ブリストル?, Rīrisu Burisutoru)
Doppiata da: Haruka Yamazaki
Una studentessa straniera proveniente dall'Inghilterra, che appena arrivata vuole subito formare un Duo con Toru ma il ragazzo rifiuta continuamente le sue offerte poiché non vuole cambiare duo per restare con Julie. È una ragazza molto allegra ed esuberante, considerata un genio ha infatti già finito le superiori nonostante l'età. Adora l'horror-fantasy, i parchi divertimento e i peluche, inoltre fin da piccola la sua passione più grande è sempre stata la caccia. Racconta che già da bambina si dilettava nel montare e smontare armi da fuoco. Anche lei è un caso anomalo infatti la sua Blaze è un fucile.

### Altri personaggi
Sakuya Tsukumo (九十九 朔夜?, Tsukumo Sakuya)
Doppiata da: Yui Horie
La preside dell'accademia Kōryō, sempre vestita da Gothic Lolita.
Rito Tsukimi (月見 璃兎?, Tsukimi Rito)
Doppiata da: Yukari Tamura
La coordinatrice di classe di Toru. È sempre piena di vita ed ha l'abitudine di vestirsi da cameriera con le orecchie da coniglietta, cosa che infastidisce molto la classe intera. Ha due personalità: la prima infantile e felice, la seconda sboccata e arrabbiata. La sua Blaze è una spada.
Imari Nagakura (永倉 伊万里?, Nagakura Imari)
Doppiata da: Haruka Tomatsu
La prima persona che rivolge la parola a Toru dopo il suo ingresso nella scuola. Non viene però ammessa proprio per aver perso contro Toru durante l'esame di combattimento della cerimonia d'ingresso. La sua Blaze è una spada che brandisce a mo' di katana.
Aoi Torasaki (虎崎 葵?, Torasaki Aoi) / Tora (トラ? lett. "tigre")
Doppiato da: Natsuki Hanae
Un amico d'infanzia di Toru, molto intelligente e che forma un duo con Ryutaro. Tutti lo chiamano semplicemente Tora. La sua Blaze è una katara.
Ryūtarō Tatsuno (辰乃 龍太朗?, Tatsuno Ryūtarō) / Tatu (タツ?, Tatsu, lett "drago")
Doppiato da: Yoshihisa Kawahara
Un compagno di classe e coinquilino di Tora piuttosto silenzioso e muscoloso che forma un duo con Tora. La sua Blaze è un naginata.

## Media

### Light novel
La serie, scritta da Takumi Hiiragiboshi con le illustrazioni di Yū Asaba, è edita da Media Factory sotto l'etichetta MF Bunko J. Il primo volume è stato pubblicato il 24 agosto 2012 e al 25 luglio 2016 ne sono stati messi in vendita in tutto undici.
| Nº   | Titolo italiano (traduzione letterale) Giapponese 「Kanji」 - Rōmaji                                    | Data di prima pubblicazione             | Data di prima pubblicazione |
| Nº   | Titolo italiano (traduzione letterale) Giapponese 「Kanji」 - Rōmaji                                    | Giapponese                              |                             |
| I    | Confessione nella notte del blu 「告白は蒼刻の夜に」 - Kokuhaku wa sōkoku no yoru ni                    | 24 agosto 2012 ISBN 978-4-04-066487-3   |                             |
| II   | Bugie, vero e rosso cremisi 「嘘と真と赤い紅」 - Uso to shin to akai kurenai                            | 25 dicembre 2012 ISBN 978-4-04-066470-5 |                             |
| III  | Una storia d'amore che ondeggia sulla spiaggia 「渚に揺れる恋物語り」 - Nagisa ni yureru koi monogatari | 25 giugno 2013 ISBN 978-4-04-067036-2   |                             |
| IV   | Confine dell'alba delle diverse abilità 「黎明せし異能の境界」 - Reimei seshi inō no kyōkai             | 25 novembre 2013 ISBN 978-4-04-066029-5 |                             |
| V    | Lupo argenteo scuro, abisso di luce 「闇ノ銀狼、光ノ深淵」 - Yami no gin ōkami, hikari no shinen        | 25 marzo 2014 ISBN 978-4-04-066312-8    |                             |
| VI   | Vento, fiamma, tuono 「風と焔と雷と」 - Kaze to homura to kaminari to                                   | 25 luglio 2014 ISBN 978-4-04-066911-3   |                             |
| VII  | Frutta controindicata 「禁忌の果実」 - Kinki no kajitsu                                                 | 25 dicembre 2014 ISBN 978-4-04-067312-7 |                             |
| VIII | I ricordi si connettono 「Memories Connect」                                                            | 25 marzo 2015 ISBN 978-4-04-067473-5    |                             |
| IX   | cenere alla cenere 「ashes to ashes」                                                                   | 24 luglio 2015 ISBN 978-4-04-067717-0   |                             |
| X    | polvere alla polvere. 「dust to dust.」                                                                 | 25 gennaio 2016 ISBN 978-4-04-068036-1  |                             |
| XI   | Mi piaci, 「Jeg kan lide dig,」                                                                         | 25 luglio 2016 ISBN 978-4-04-068455-0   |                             |

### Manga
Un adattamento manga, scritto da Takumi Hiiragiboshi e disegnato da Shin'ichirō Nariie, è stato serializzato sulla rivista Monthly Comic Alive di Media Factory tra il 27 aprile 2013 e il 27 luglio 2017. I vari capitoli sono stati raccolti in quattro volumi tankōbon, pubblicati tra il 22 novembre 2013 e il 23 settembre 2017. In America del Nord i diritti sono stati acquistati da Seven Seas Entertainment.
| Nº | Data di prima pubblicazione | Data di prima pubblicazione | Data di prima pubblicazione |
| Nº | Giapponese                  | Giapponese                  |                             |
| -- | --------------------------- | --------------------------- | --------------------------- |
| 1  | 22 novembre 2013            | ISBN 978-4-04-066113-1      |                             |
| 2  | 23 settembre 2014           | ISBN 978-4-04-066850-5      |                             |
| 3  | 23 marzo 2015               | ISBN 978-4-04-067288-5      |                             |
| 4  | 23 settembre 2017           | ISBN 978-4-04-069202-9      |                             |

Un manga yonkoma dal titolo Absolute Duo Tea Party (アブソリュート・デュオ TEA PARTY?, Abusoryūto Duo Tea Party), disegnato da Tōru Oiwaka, è stato serializzato sempre su Monthly Comic Alive tra il 27 ottobre e il 27 dicembre 2014. Un unico volume tankōbon è stato pubblicato il 23 gennaio 2015.
| Nº | Data di prima pubblicazione | Data di prima pubblicazione | Data di prima pubblicazione |
| Nº | Giapponese                  | Giapponese                  |                             |
| -- | --------------------------- | --------------------------- | --------------------------- |
| 1  | 23 gennaio 2015             | ISBN 978-4-04-067245-8      |                             |

### Anime
Annunciato al festival scolastico estivo il 19 luglio 2014 di Media Factory, un adattamento anime di dodici episodi, prodotto dallo studio 8-Bit e diretto da Atsushi Nakayama, è andato in onda tra il 4 gennaio e il 22 marzo 2015. La sigla di apertura è Absolute Soul di Konomi Suzuki, mentre quelle di chiusura sono Believe×Believe di Nozomi Yamamoto per gli episodi 1–3, Apple tea no aji (アップルティーの味? lett. "Il sapore del tè alla mela") di Yamamoto e Haruka Yamazaki per gli episodi 4–7 e 2/2 di Ayaka Imamura ed Ayaka Suwa per gli episodi 8–12. In varie parti del mondo gli episodi sono stati trasmessi in streaming in simulcast, anche coi sottotitoli in lingua italiana, da Crunchyroll, mentre in America del Nord i diritti sono stati acquistati da Funimation.

#### Episodi
| Nº | Titolo italiano Giapponese 「Kanji」 - Rōmaji                                             | In onda          | In onda |
| Nº | Titolo italiano Giapponese 「Kanji」 - Rōmaji                                             | Giapponese       |         |
| 1  | Blaze 「焔牙/ブレイズ」 - Bureizu                                                         | 4 gennaio 2015   |         |
| 2  | Duo 「絆双刃/デュオ」 - Duo                                                               | 11 gennaio 2015  |         |
| 3  | Avenger 「復讐者/アヴェンジャー」 - Avenjā                                                | 18 gennaio 2015  |         |
| 4  | Exception 「特別/エクセプション」 - Ekusepushon                                           | 25 gennaio 2015  |         |
| 5  | Level Up 「位階昇華/レベルアップ」 - Reberu Appu                                          | 1º febbraio 2015 |         |
| 6  | Survive 「生存闘争/サバイブ」 - Sabaibu                                                   | 8 febbraio 2015  |         |
| 7  | Silver Blonde, Yellow Topaz 「銀色の髪, 黄金色の髪」 - Gin'iro no kami, koganeiro no kami | 15 febbraio 2015 |         |
| 8  | Selection 「品評会/セレクション」 - Serekushon                                            | 22 febbraio 2015 |         |
| 9  | Rebels 「神滅部隊/リベールス」 - Ribērusu                                                 | 1º marzo 2015    |         |
| 10 | Rein Conference 「七芒夜会/レインカンファレンス」 - Rein Kanfarensu                       | 8 marzo 2015     |         |
| 11 | Killing Game 「殺破遊戯/キリングゲーム」 - Kiringu Gēmu                                   | 15 marzo 2015    |         |
| 12 | Absolute Duo 「絶対双刃/アブソリュート・デュオ」 - Abusoryūto Duo                         | 22 marzo 2015    |         |

#### Pubblicazioni
Gli episodi di Absolute Duo sono stati raccolti in sei volumi BD/DVD che sono stati distribuiti in Giappone per il mercato home video dall'8 aprile al 2 settembre 2015.
| Volume | Episodi | Data di pubblicazione |
| ------ | ------- | --------------------- |
| 1      | 1–2     | 8 aprile 2015         |
| 2      | 3–4     | 8 maggio 2015         |
| 3      | 5–6     | 3 giugno 2015         |
| 4      | 7–8     | 8 luglio 2015         |
| 5      | 9–10    | 5 agosto 2015         |
| 6      | 11–12   | 2 settembre 2015      |